# ヒューマン・キャピタル (映画)
『ヒューマン・キャピタル』（原題:Human Capital）は2019年のアメリカ合衆国・イタリアのドラマ映画。監督はマーク・メイヤーズ、主演はリーヴ・シュライバーが務めた。2013年のイタリア映画『人間の値打ち』をリメイクした作品である。
日本国内で劇場公開されなかったが、Netflixでの配信が予定されている。

## ストーリー
ニューヨーク。ドリュー・ハーゲルは同地で不動産業を営んでいたが、経営状況は思わしくなかった。そんなある日、ドリューは娘（シャノン）の友人、ジェイミー・マニングがテニスの相手を探していることを知り、すぐさま「良ければ私が相手になりましょうか」と申し出た。実は、ジェイミーの父親、クイントが経営するヘッジファンドは急速に事業を拡大させており、ドリューはジェイミー経由でクイントに接近しようとしたのである。若い頃にプロ選手を目指していたこともあって、ドリューのテニスの腕前はジェイミーを満足させるに十分なものであった。
目算が当たったドリューはすぐさまクイントに自分を売り込み、ファンドに投資する許可を取り付けたが、初期費用を工面できる経済状態になかった。やむなく、ドリューは危ない方法で資金を調達することにした。ところが、必ず儲かるだろうという予想は見事に外れ、ドリューは巨額の負債を抱え込む羽目になった。
その直後に発生したひき逃げ事件をきっかけに、マニング家とハーゲル家の面々の人生は思いもよらぬ形で交わることになる。

## キャスト
- リーヴ・シュレイバー - ドリュー・ハーゲル
- アレックス・ウルフ - イアン・ウォーフィールド
- マリサ・トメイ - キャリー・マニング
- ピーター・サースガード - クイント・マニング
- マヤ・ホーク - シャノン・ハーゲル
- ベティ・ガブリエル - ロニー・ハーゲル
- ポール・スパークス - ジョン
- アーシフ・マンドヴィ - ゴディープ
- フレッド・ヘッキンジャー - ジェイミー・マニング
- マックスウェル・ウィッティントン＝クーパー - ブレンドン

## 製作
2018年10月18日、リーヴ・シュライバーとアレックス・ウルフが起用されたと報じられた。11月、マリサ・トメイ、ピーター・サースガード、マヤ・ホーク、ベティ・ガブリエルの出演が決まった。12月、アーシフ・マンドヴィ、フレッド・ヘッキンジャー、ポール・スパークスがキャスト入りした。2019年8月19日、マーセロ・ザーヴォスが本作で使用される楽曲を手掛けることになったとの報道があった。

## 公開・マーケティング
2019年9月10日、本作は第44回トロント国際映画祭でプレミア上映された。10月18日、ヴァーティカル・エンターテインメントとディレクTV・シネマが本作の全米配給権・配信権を獲得したと報じられた。2020年2月20日、本作のオフィシャル・トレイラーが公開された。

## 評価
本作は批評家から好意的に評価されている。映画批評集積サイトのRotten Tomatoesには60件のレビューがあり、批評家支持率は67%、平均点は10点満点で6.02点となっている。サイト側による批評家の見解の要約は「『ヒューマン・キャピタル』は一気に盛り上がるべき場面でもこぢんまりとしている。しかし、同作は名優たちがその優れた才能を発揮する場としては十分に機能している。」となっている。また、Metacriticには10件のレビューがあり、加重平均値は51/100となっている。